# سقوط الأندلس

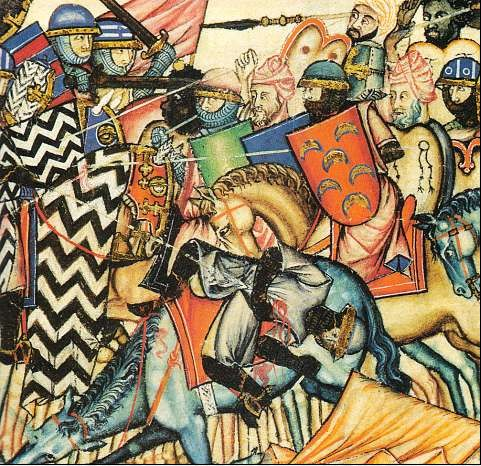
A battle of the Reconquista from the كانتيجاس دي سانتا ماريا

سقوط الأندلس كما تطلق عليه المصادر الإسلامية أو حروب الاسترداد أو حروب الاستعادة (بالإسبانية: Reconquista)‏ كما تُعرف في المصادر الإسبانية وغيرها من المصادر التاريخية، هي فترة في تاريخ شبه الجزيرة الايبيرية، والتي تمتد ما يقرب من 770 عاما بين المرحلة الأولى من الفتح الإسلامي لإسبانيا والبرتغال عام 710 وسقوط غرناطة، آخر دولة إسلامية في شبه الجزيرة الأيبيرية، حيث أدت إلى توسيع الممالك المسيحية في عام 1492. انتهت حروب الاسترداد قبل وقت قصير من إعادة اكتشاف الأوروبيين الأمريكتين و «العالم الجديد» الذي بشر به في عهد البرتغالية والإمبراطوريات الاستعمارية الإسبانية.
تقليديا، يشير المؤرخون لمعركة كوفادونجا سنة (718 أو 722) على أنها بداية لفترة الاسترداد، حيث قام جيش مسيحي صغير، بقيادة النبيل بيلاجيوس بهزيمة جيش الخلافة الأموية في جبال شمال أيبيريا، وأنشأت إمارة مسيحية في أستورياس.
في عام 1491، تمت السيطرة على كامل شبه الجزيرة من قبل الحكام المسيحيين. أعقب الغزو مرسوم (1492) الذي طرد اليهود الذين رفضوا أن يتحولوا إلى المسيحية من قشتالة وأراغون، ولحقها سلسلة من المراسيم (1499-1526) التي فرضت على المسلمين في إسبانيا التحول الديني الإجباري. منذ منتصف القرن التاسع عشر، سادت فكرة «الاسترداد» في إسبانيا، مرتبطة بتزايد قوميتها.

## المفهوم والفترة الزمنية
التأريخ الكاثوليكي، الإسباني، والبرتغالي، من بدايات الدراسات التاريخية حتى القرن العشرين، قد أكد وجود ظاهرة مستمرة التي تصف كيف أن الممالك المسيحية الإيبيرية عارضت واسترجعت اراضيها من الممالك الإسلامية، على افتراض أنها العدو المشترك الذي كان قد استولى عسكريا على الأراضي المسيحية. مفهوم الاستعادة المسيحية في شبه الجزيرة ظهر لأول مرة في شكل واهي في نهاية القرن التاسع الميلادى. تم تعيين معلما من قبل المسيحيين  كرونيكا بروفيتيكا  (سنة 883-سنة 884)، وثيقة تشدد على أن المسيحية والانقسام الثقافي والديني الإسلامي في أيبيريا كانا ضروريين لدفع المسلمين للخروج.
ومع ذلك، لم يكن ينظر إلى الفرق بين المسيحية والممالك الإسلامية في وقت مبكر من إسبانيا في القرون الوسطى في ذلك الوقت أي شيء مثل معارضة واضحة المعالم التي ظهرت في وقت لاحق. خاض كل من الحكام المسيحيون والمسلمون المعارك فيما بينهم، وكانت التحالفات بين المسلمين والمسيحيين من غير المألوف. كانت الفروق تتسم بعدم وضوح أكثر من ذلك أن المرتزقة من كلا الجانبين الذين قاتلوا ببساطة لمن يدفع أكثر، وبدت تلك الفترة واحدة من التسامح الديني النسبي.
الحروب الصليبية، والتي بدأت في أواخر القرن الحادي عشر، ولدت الأيديولوجية الدينية لاستعادة المسيحية، التي واجهت في ذلك الوقت مع المسلمين جهادا أيديولوجيا قويا بالمثل في الأندلس: في المرابطين وحتى إلى درجة أكبر، في الموحدين. في الواقع أن الوثائق السابقة (القرن 10-11) كانت خلوا من أي فكرة تتناول «الاستعادة». جاءت حسابات الدعاية المروجة للعداء الإسلامي- المسيحي إلى حيز الوجود لدعم هذه الفكرة، وأبرزها نشيد رولاند، على بعد القرن 12 النسخة الفرنسية وهمية من معركة ممر رونسفال التعامل مع الايبيرية  المسلمون  و ( المغاربة )، وتدرس بالتاريخية في النظام التعليمي الفرنسي منذ عام 1880.
العديد من المؤرخين مؤخرا يشككون في كامل مفهوم الاسترداد كمفهوم خلق في خدمة أهداف سياسية لاحقة، وقد وصفته بأنه «أسطورة». واحدا من أول المثقفين الإسبان للتشكيك في فكرة «الاستعادة» الذي يستمر لمدة ثمانية قرون كان خوسيه اورتيغا إي غاسيت الذي كتب ذلك في النصف الأول من القرن العشرين، ومع ذلك فإن مصطلح لا يزال له استخدام واسع.

## الخلفية

### الفتح الإسلامي لشبه الجزيرة الايبيرية المسيحي
عبر الجيش الأموي في عام 711، بقيادة موسى بن نصير وطارق بن زياد مضيق أعمدة هرقل (الذي سمي لاحقاً مضيق جبل طارق) وبدأوا غزوهم ل مملكة القوط الغربيين هيسبانيا. بعد غزوهم للأراضي الأيبيرية في مملكة القوط الغربيين، عبر المسلمون جبال البرانس وسيطروا على سبتمانيا في عام 719، المقاطعة الأخيرة من مملكة القوط الغربيين إلى أن احتلت من معقلهم في ناربون، فإنها شنت غارات في دوقية من بوردو.
في أي نقطة لم تتجاوز الجيوش الإسلامية الغازية 60,000 من الرجال. رسخت هذه الجيوش حكما إسلاميا استمر 300 سنة في معظم شبه الجزيرة الايبيرية و 770 سنة في غرناطة.

## بداية سقوط الأندلس

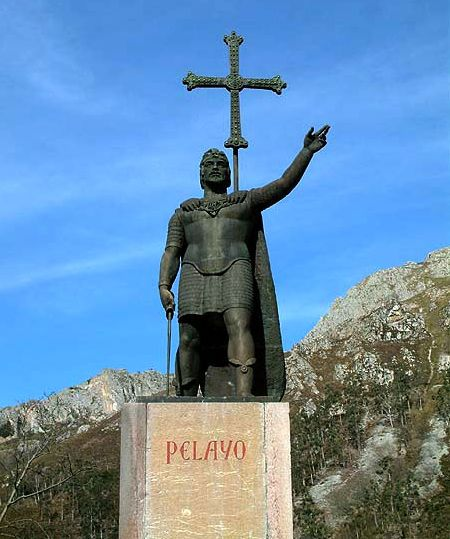
تمثال النبيل بلاي قائد أول معركة انتصر فيها مسيحيو أوروبا على المسلمين وهو مؤسس مملكة أستورياس التي خلفتها عدة ممالك مسيحية.

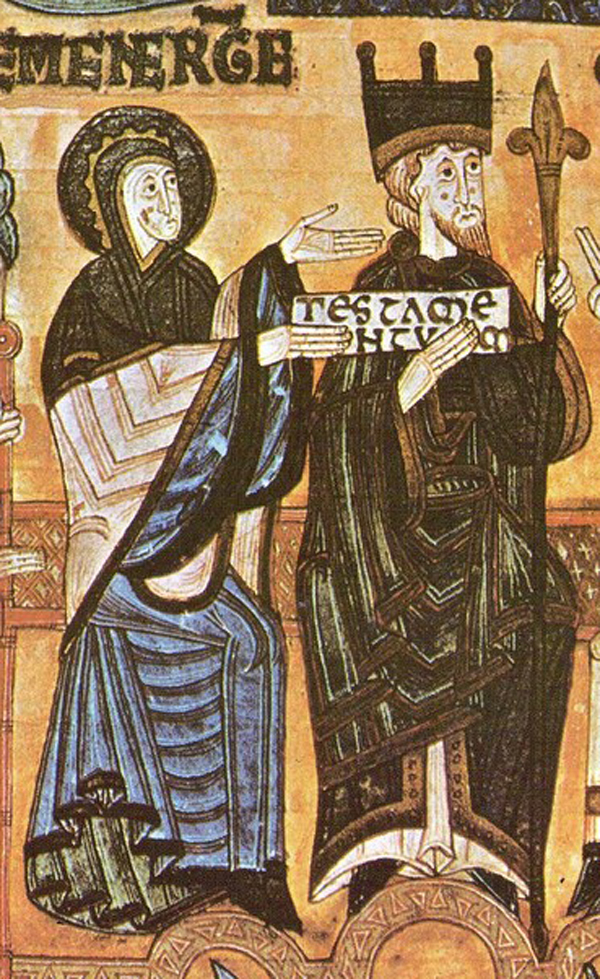
ألفونسو الثالث ملك أستورياس وزوجته خيمينا أمر بإنشاء ثلاث سجلات تثبت نظرية كون مملكة أستورياس هي الوريث الشرعي لمملكة القوط الغربيين التي كانت تحكم أيبيريا قبل الفتح الإسلامي.

يرى المؤرخون الإسبان والمسلمون أنه في عام 718 بدأت حركة الاسترداد المسيحية وذلك في معركة كوفادونجا أو مغارة دونجا وفيها انهزم ابن علقمة اللخمي من قِبل قوات «بلايه»، وانتهت بتأسيس أولى الإمارات الفرنجية في شمال أيبيريا.

## معركة بلاط الشهداء
جمع عبد الرحمن الغافقي جيشه وخرج باحتفال مهيب ليعبر جبال البرانس واتجه شرقاً ليضلل المسيحيين عن وجهته الحقيقية، فأخضع مدينة «أرل» التي خرجت عن طاعة المسلمين، ثم اتجه إلى «دوقية»، فانتصر على الدوق انتصاراً حاسماً، ومضى الغافقي في طريقه متتبعاً مجرى نهر «نهر الجارون» فاحتل «بردال» واندفع شمالاً ووصل إلى مدينة «بواتييه». في بداية غزو جنوب فرنسا، دققت بها أودو العظيم في معركة تولوز في سنة 721 تراجعت وتجميعهم، تلقى التعزيزات. ولم يجد الدوق «أودو» بدا من الاستنجاد بالدولة الميروفنجية، وكانت أمورها في يد شارل مارتل، بعد الغزو كان شارل مارتل هزم في معركة جولات في سنة 732 تدعى معركة بلاط الشهداء وقعت 10 أكتوبر عام 732 م بين قوات المسلمين بقيادة عبد الرحمن الغافقي وقوات الإفرنج بقيادة قارلة (أو تشارلز/ شارل مارتل). هُزم المسلمون في هذه المعركة وقتل قائدهم وأوقفت هذه الهزيمة الزحف الإسلامي تجاه قلب أوروبا وحفظت المسيحية ديانةً سائدة فيها.

## سقوط طليطلة
بعد أن ظلت الدولة الإسلامية في الأندلس بضعا من الزمن متماسكة موحدة، بدأت تقام ممالك فرنجية في شمال إسبانيا المحررة مثل ممالك «مملكة قشتالة» و«مملكة أراجون» و«مملكة ليون‌» و«مملكة الباسك»، قامت دولة بني ذي النون في «توليدو» (طليطلة) وبدأ صراع مع ملك «سرقسطة» ابن هود، ولجأ الطرفان يطلبان مساعدة ملوك إسبانيا المسيحيين. وكان هؤلاء يساعدون المسلمين على بعض، مقابل الحصول على مال أو قلاع أو أراضٍ أو مدن، واستمر النزاع بين طليطلة وسرقسطة من سنة 1043 إلى سنة 1046م. بعد فترة صراعات داخل البيت القشتالي) انتهى بوحدة مملكتي قشتالة وليون تحت صولجان «الملك ألفونسو السادس»)، وبعد أن استتب له الأمر، فرض الحصار على «توليدو» في سنة 1084م، ولم يقم أحد بمساعدة إخوانهم المسلمين إلا «المتوكل ابن الأفطس» الذي أرسل جيشا كبيرا لنجدة توليدو، لكنه تعرض لهزيمة ساحقة ماحقة من الجيش المسيحي، واستمر الحصار 9 شهور، إلى أن استبد الجوع بالناس ولم تفلح محاولات المسلمين في الوصول لتسوية. لم يرضَ الفونسو سوى بتسلم المدينة كاملة، وفعلا تم ذلك في 25 مايو 1085م، وتوجه إلى المسجد الكبير الذي كان كاتدرائية أولا ًوحوله إلى كاتدرائية وصلى فيه قداس الشكر، وصارت العاصمة لمملكة قشتالة الفرنجية وتم استردادها، وتم منح المسلمين الحرية كاملة لمغادرة المدينة أو البقاء فيها وحرية التصرف في أملاكهم.

## نهاية الممالك الإسلامية في الأندلس

خريطة توضح توسع قشتالة على حساب المسلمين

قام المسيحيون بشن حروب لإعادة شبه الجزيرة الإيبيرية لهم في قرطبة سنة 1236 و‌إشبيلية سنة 1248 نهاية بسقوط دولة بني الأحمر في غرناطة سنة 1492.
اتحدت مملكة ليون و‌قشتالة مع مملكة أرغون واستطاع الملك فرناندو و‌الملكة إيزابيلا، استرجاع المدن الأيبيرية الواحدة تلو الأخرى إلى أن سقطت في أيديهم غرناطة آخر قواعد المسلمين سنة 1492.

## ما بعد السقوط
سلم أبو عبدالله الصغير غرناطة بعد صلح عقده مع فرناندو في تاريخ 25 نوفمبر 1491 (21 محرم 897 هـ) يقتضي بتسليم غرناطة وخروج أبو عبدالله الصغير من الأندلس، ولكن سرعان ما نقض هذا الأخير العهد. وبدأت محاكم التفتيش في التعذيب والقتل والنفي، وبدأت هنا معاناة أهل الأندلس من المسلمين ومن اليهود، باشرت عملية القضاء على المسلمين من قبل المسيحية المنتصرة، وقد حُرِّمَ الإِسْلاَمُ على المسلمين، وفرض عليهم تركه، كما حُرِّمَ عليهم استخدام اللغةَ العربية، والأسماء العربية، وارتداء اللباس العربي، ومن يخالف ذلك كَانَ يُحْرَقُ حَيًّا بعد أن يُعَذَّبَ أشد العذاب. وكانت محاكم التفتيش تجبرهم على التنصير. زاد ذلك تمسك أهل الأندلس بالإسلام ورفضوا الاندماج مع المجتمع المسيحي. وحسب الرواية القشتالية الرسمية، لم يُبد الأندلسيون رغبة في الاندماج في المجتمع المسيحي الكاثوليكي وبقوا في معزل عنه، يقومون بشعائرهم الإسلامية ويدافعون عنها بكل تفان. وحتى لا يصطدموا بمحاكم التفتيش لجأوا إلى ممارسة التقية فأظهروا إيمانهم المسيحي وأخفوا الإسلام، فكانوا يتوضؤون، يصلون ويصومون… كل ذلك خفية عن أعين الوشاة والمحققين.
يتحدث مول في كتابه عن قرية مويل، فيصف كيف يصنع سكانها الأندلسيون الخزف ويُضيف: «قالوا لي إن القرية ليس بها سوى 3 مسيحيين قدامى هم الكاتب الشرعي، والقسيس وصاحب الحانة..أمّا الباقون فهم يُفضّلون الذهاب إلى مكة للحج عن السفر إلى كنيسة سانتياغو في جليقية».
سنة 1601م، كتب المطران ربيرا، مهندس قرار الطرد، تقريرا عن الوضع قدمه إلى الملك، وقال فيه: «إن الدين الكاثوليكي هو دعامة المملكة الإسبانية، وإن المورسكيين لا يعترفون ولا يتقبلون البركة ولا الواجبات الدينية الأخيرة، ولا يأكلون لحم الخنزير، ولا يشربون النبيذ، ولا يعملون شيئا من الأمور التي يقوم بها النصارى…» ثم يضيف: «إننا لا نثق في ولائهم لأنهم مارقون، وإن هذا المروق العام لا يرجع إلى مسألة العقيدة، ولكنه يرجع إلى العزم الراسخ في أن يبقوا مسلمين، كما كان آباؤهم وأجدادهم. ويعرف مفتشوا العموم أن المورسكيين (بعد أن يحجزوا عامين أو ثلاثة وتشرح لهم العقيدة في كل مناسبة) فإنهم يخرجون دون أن يعرفوا كلمة منها، والخلاصة أنهم لا يعرفون العقيدة، لأنهم لا يريدون معرفتها، ولأنهم لا يريدون أن يعملوا شيئا يجعلهم يبدون نصارى».
وفي تقرير آخر يقول المطران نفسه: «إن المورسكيين كفرة متعنتون يستحقون القتل، وإن كل وسيلة للرفق بهم فشلت، وإن إسبانيا تتعرض من جراء وجودهم فيها إلى أخطار كثيرة وتتكبد في رقابتهم والسهر على حركاتهم وإخماد ثوراتهم كثيرا من الرجال والمال..».
وجاء في قرار الطرد الخاص بمسلمي بلنسية: " …قد علمت أنني على مدى سنوات طويلة حاولت تنصير مورسكيي هذه المملكة ومملكة قشتالة، كما علمت بقرارات العفو التي صدرت لصالحهم والإجراءات التي اتخذت لتعليمهم ديننا المقدس، وقلة الفائدة الناتجة من كل ذلك، فقد لاحظنا أنه لم يتنصر أحد، بل زاد عنادهم.

## موقف ملوك وسلاطين الممالك الإسلامية من سقوط غرناطة

### موقف سلاطين بني مرين
كان مسلمو الأندلس كلما اشتد بهم الأمر استنجدوا بملوك المغرب، لا سيما ملوك بني مرين الذين ساروا على نهج المرابطين، والموحدين الذين كانوا ينهضون للتدخل لحماية الأندلس كلما ضاق الأمر بأهلها.
فالسلطان المريني أبو يوسف المنصور (815 هـ/1286م) مثلا، عبر إلى الأندلس أربع مرات لإغاثة أهلها، ووصلت جيوشه إلى طليطلة، وقرطبة. بل إلى مدريد وهي قريبة من آخر معقل وصل إليه الإسلام في الأندلس، فساهم بذلك في إنقاذ غرناطة من الانهيار السريع أمام ضربات ملوك قشتالة وأرغون.
لكن رغم الجهود التي بذلها بنو مرين لحماية الأندلس، فإنهم لم يتمكنوا من تحقيق انتصارات ساحـقة، كتلك التي حققها المرابطون في معركة الزلاقة، والموحدون في معركة الأرك. والسبب في ذلك يرجع إلى أن المرينيين كانوا يقاتلون بإمكانياتهم الذاتية فقط، بينما كان المرابطون والموحدون يقاتلون بإمكانيات المغرب العربي كله.
ومهما يكن من أمر، فإن بني مرين ساهموا في دور فعال في حماية الأندلس قبل أن يدخلوا في دوامة من الفوضى والاضطراب، والحروب الداخلية ضد منافسيهم من جهة، وضد جيرانهم من جهة ثانية، بالإضافة إلى الأوضاع الاقتصادية المزرية التي كان يمر بها المغرب في هذه الفترة من تاريخه على وجه الخصوص، والتي حالت دون تمكن المرينين، أو الوطاسيين من إنقاذ الأندلس، بل جعلتهم عاجزين حتى عن حماية سواحلهم من الاحتلال الإسباني والبرتغالي.
يقول المؤرخ الرحالة المصري عبد الباسط بن خليل الحنفي الذي زار شمال أفريقيا في مطلع القرن السادس عشر، وعاين أوضاع المغرب في هذه الفترة: «...ووقع بفاس وأعمالها خطوب، وحروب، وفتن، وأهوال، وفساد عظيم، وخراب بلاد، وهلاك عباد. وأخذت الفرنج في تلك الفترات عدة مدن من منابر العدوة. مثل طنجة، وأصيلا وغير ذلك.. ولا زالت الفتن والشرور قائمة مستصحبة بتلك البلاد مدة سنين، بل إلى يومنا هذا...»
ومنذ أن كانت الحواضر الأندلسية تتهاوى أمام ضربات الإسبان ورسائل الاستغاثة تتوالى من أهل الأندلس على ملوك المغرب، لكن هؤلاء كانوا أعجز من أن يقوموا بتقديم عون جدي لمسلمي الأندلس.
يقول المؤرخ الأندلسي المجهول الذي عاصر مأساة غرناطة: «...إن إخواننا المسلمين من أهل عدوة المغرب بعثنا إليهم، فلم يأتنا أحد منهم، ولا عرج على نصرتنا وإغاثتنا، وعدونا قد بنى علينا وسكن، وهو يزداد قوة، ونحن نزداد ضعفا، والمدد يأتيه من بلاده، ونحن لا مـدد لـنا...»

### موقف السلاطين الحفصيين
وكما كان أهل الأندلس يستغيثون بملوك المغرب، فإنهم كانوا يلجئون إلى ملوك بنو حفص، خصوصا عندما لا يجدون من ملوك المغرب أذانا صاغية، فمن ذلك أنه عندما سقطت بلنسية، أرسل أهلها إلى أبي زكريا الحفصي يستمدون منه النجدة والمدد، وجعلوا على رأس بعثتهم شاعرهم ابن الأبار القضاعي الذي ألقى بين يديه قصيدته الشهيرة التي مطلعها:
أدرك بخيلك خيل الله أندلسا إن السبيل إلى منجاتها درسا
ولم تكن بلنسية وحدها هي التي بايعت أبا زكريا الحفصي، وطلبت منه المدد، بل قد بايعه كذلك أهل إشبيلية، وأهل المريـة، إلا أن موقف أبي زكريا الحفصي من استنجاد أهل الأندلس لم يكن يتناسب مع خطورة الوضع، ذلك لأنه لم يكن يملك القوة الكافية التي تمكنه من إنقاذ الأندلس التي كانت ظروفها تقتضي اقتحام الحفصيين للأندلس، والقضاء على رؤوس الفتنة من ملوك الطوائف، وهو ما لم يكن يقدر عليه أبو زكريا الحفصي، ولذلك اكتفى بإرسال أسطول مشحون بالطعام والسلاح والمال، لكن هذا المدد لم يصل إلى المحاصرين في بلنسية، كما أرسل بمدد آخر أثناء حصار إشبيلية، لكن المدد استولى عليه العدو، كما استولى على إشبيلية فيما بعد.
وأثناء حصار غرناطة، أو بعد سقوطها لم نجد فيما رجعنا إليه من المصادر ما يدل على أن أهل الأندلس استغاثوا بأمراء بني حفص، ولعل ذلك راجع إلى أن الدولة الحفصية كانت تعيش أخريات أيامها، ولم يكن بمقدور أمرائها أن يقدموا أي جهد جدي لدعم مسلمي الأندلس.
خصوصا إذا علمنا أن سواحل تونس نفسها لم تنج من الاحتلال الإسباني، أضف إلى ذلك أن الجيش الحفصي الذي كان ذات يوم يعتبر من أفضل جيوش شمال أفريقيا، قد تحلل وأصبح عاجزا عن مقاومة أي عدو، بل فقد سيطرته حتى على الأعراب الذين كانوا يعيثون فسادا في البوادي، وأطراف المدن، الأمر الذي جعل الملوك الحفصيين يستعينون بالمرتزقة من الجنود الإيطاليين والإسبان والزنوج وغيرهم.

### موقف ملوك الدولة الزيانية
لم تكن أحداث الأندلس بعيدة عن اهتمامات ملوك بني زيان، ذلك لأن أهل الأندلس كانوا يلجئون إلى الزيانيين مستنجدين بهم عندما تضيق بهم السبل، فمن ذلك أنه عندما ضيق الإسبان الخناق على غرناطة أستصرخ ملكها أبو عبد الله بأبي حمو الزياني، بقصيدة من نظم الشيخ الفقيه أبي البركات محمد بن أبي إبراهيم البلفيقي مطلعها:
هل من مجيب دعوة المستنجد أم من مجير للغريب المفرد
وبرسالة من إنشاء الوزير لسان ابن الخطيب يذكر فيها أنهم: «... لم يعانوا منذ أن فتحت الأندلس شدة، وضيقا أشدّ مما هم عليه الآن. وذكر بأن ملك النصارى جمع لهم جيوشا من سائر الأمم المسيحية، وأنهم قاموا بإحراق الزروع، والمسلمون ليس لهم مغيث يلجأون إليه (بعد الله) سوى إخوانهم في الدين، وذكر بأنهم كانوا قد أعلموا المرينيين بهذا الخطر، وأنهم يقومون بما يقدرون عليه من دعم ومساندة، وأنهم لا يملكون غير أنفسهم، وقد بذلوها في سبيل الله، وهم ينتظرون نجدتكم». فقام أبو حمو الزياني بإرسال الأحمال العديدة من الذهب والفضة، والخيل، والطعام، وبفضل هذا المدد أمكن لأهل غرناطة أن يثبتوا للدفاع عن مدينتهم فترة أطول.
وكما كانت أوضاع الحفصيين، والمرينيين، ثم الوطاسيين لا تؤهلهم للدفاع عن بلادهم، فضلا عن إنقاذ الأندلس، كانت المملكة الزيانية تعيش نفس الظروف المتدهورة. ولذلك تعذر على ملوكها تقديم أي دعم جدي لأهل غرناطة أو غيرها، وسوف يتبين لنا لاحقا أن المملكة الزيانية كانت أضعف من أن تساهم في إنقاذ الأندلس.

### موقف سلاطين دولة المماليك في مصر
في أواخر القرن الخامس عشر، أرسل مسلمو غرناطة إلى الملك الأشرف قايتباي (1468-1496) سلطان المماليك بمصر، يرجونه التدخل لإنقاذهم من ظلم ملوك المسيحيين، فاكتفى الأشرف بإرسال وفود إلى البابا، وإلى ملوك أوروبا يذكرهم بأن المسيحيين في دولته يتمتعون بكافة الحريات، بينما إخوته في الدين في مدن إسبانيا يتعرضون لشتى ألوان الاضطهاد، وهدد على لسان مبعوثيه بأنه سوف يتبع سياسة المعاملة بالمثل، وهي التنكيل بالمسيحيين إذا لم يكفَّ ملوك إسبانيا عن اضطهاد المسـلمين، وطالب بعدم التعرض لهم، ورد ما أُخِذ من أراضيهم.
لكن الملك فردناند، والملكة إيزابيلا لم يريا في مطالب سلطان المماليك وتهديده ما يحملهما على تغيير خطتهما في الوقت الذي كانت فيه قواعد الأندلس تسقط تباعا في أيديهما، إلا أنهما بعثا إليه رسالة مجاملة ذكرا فيها: «أنهما لا يفرقان في المعاملة بين رعاياهما المسلمين، والنصارى، ولكنهما لا يستطيعان صبرا على ترك أرض الآباء والأجداد في يد الأجانب، وأن المسلمين إذا شاءوا الحياة في ظل حكمهما راضين مخلصين، فإنهم سوف يلقون منهما نفس ما يلقاه الرعايا الآخرون من الرعاية..».
لم يتمكن الباحثون من معرفة مصير هذه الرسالة، كما أنه لا يلاحظ في سياسة مصر المملوكية نحو الرعايا المسيحيين في مصر، أو في القدس ما يدل على أن السلطان المملوكي قد نفذ تهديده.
ويبدو أن السلطان قايتباي لم يتمكن من إغاثة مسلمي الأندلس بسبب انشغاله بتحركات بايزيد ورد غاراته المتكررة على الحدود الشمالية. بالإضافة إلى الاضطرابات الداخلية التي كانت تثور هنا وهناك، ومن ثم فإن الجهود المصرية وقفت عند الاكتفاء بالجهود الديبلوماسية، وتركت الأندلس تواجه قدرها بنفسها.
كرر الأندلسيون استغاثتهم بالملك الأشرف قانصو الغوري (1501-1516) سلطان مماليك مصر والشام، داعين إياه أن يتوسط لدى الملكين الكاثوليكيين (فرديناندو وإيزابيلا) لاحترام معاهد الاستسلام، ووقف أعمال الاضطهاد ضدهم، فأرسل الغوري وفدا إلى الملكين يبين لهما أنه سوف يجبر النصارى المقيمين في بلاده على الدخول في الإسلام، إذا لم تراع الاتفاقات السابقة بينهما وبين المسلمين، لكن فقهاء المسلمين عارضوا معاملة الرعايا المسيحيين بالمثل، محتجين بأن الإسلام لا يكره أحدا على الدخول فيه، فأرسل إليه الملكان سفيرا أقنعه بأن المسلمين يعاملون معاملة حسنة، وأن لهم نفس الحقوق التي يتمتع بها الإسبان.
وهكذا خابت آمال المسلمين الأندلسيين في تلقي أي دعم أو مدد من سلطان المماليك قانصو الغوري الذي يبدو أنه كان مشغولا هو الآخر في حروبه مع العثمانيين، بالإضافة إلى كونه لا يملك أسطولا قويا يمكنه من مواجهة الإسبان أقعدته عن إغاثة الأندلسيين.
وقد وفرت مصر المملوكية مأوى كريم للاجئين مثل العلامة ابن خلدون وغيره من الأندلسيين.

### موقف السلطان محمد الفاتح
أرسل أهل غرناطة في منتصف سنة 1477 (أي قبل سقوط غرناطة بأربعة عشر عاما) سفارة على إستانبول، وجهوا فيه نظر السلطان محمد الفاتح إلى تدهور أوضاع المسلمين في الأندلس، وناشدوه التدخل لإنقاذهم، لكن كان في حكم المستحيل أن يستجيب السلطان الفاتح لهذه الاستغاثة، لأنه كان هو الآخر مضطرا إلى مواجهة تحالف صليبي ضم البابا سكست الرابع [[TX. Sixte (1471-[[1484)، وجنوة، ونابولي، والمجر، وترانسلفانيا، وفرسان القديس يوحنا في جزيرة رودس، وعددا من الزعماء الألبان الذين كانوا يضمرون عداء شديدا للدولة العثمانية.

### موقف السلطان بايزيد الثاني (21)
ثم استنجد الأندلسيون مرة أخرى بعد وفاة الفاتح بابنه السلطان بايزيد الثاني (1480-1511)، إلا أن السلطان بايزيد كانت قد تزاحمت عليه أزمات داخلية وخارجية كثيرة منعته من إغاثة مسلمي الأندلس منها: صراعه مع أخيه جم (1481-1495)، وحربه مع المماليك في أضنة سنة 1485-1491، بالإضافة إلى الحرب مع ترانسلفانيا، والمجر، والبندقية. ثم تكوين تحالف صليبي آخر ضد الدولة العثمانية من طرف البابا يوليوس الثاني، وجمهورية البندقية، والمجر، وفرنسا. وما أسفر عن هذا التحالف من حرب أدت إلى تنازل العثمانيين عن بعض ممتلكاتهم، وانتهى حكم السلطان بايزيد بصراع بين أبنائه، أضفى إلى تنحيته عن العرش، ثم موته في ظروف مشبوهة.
لكن رغم الظروف الصعبة التي كانت تعيشها الدولة العثمانية في هذه الفترة الحرجة من تاريخها، فإن السلطان بايزيد لم يهمل استغاثة أهل الأندلس، بل حاول أن يقدم لهم ما يستطيعه من أوجه الدعم والمساندة، فأرسل إلى البابا رسولا يعلمه بأنه سوف يعامل المسيحيين في إستانبول، وسائر مملكته بنفس المعاملة إذا أصر ملك قشتالة على الاستمرار في محاصرة المسلمين في غرناطة، والتضييق عليهم، وبالفعل أرسل أسطولا بحريا بقيادة كمال ريس إلى الشواطئ الإسبانية سنة 1486، فقام هذا الأخير بإحراق وتخريب السواحل الإسبانية والإيطالية ومالطا ونقل أولى قوافل المهاجرين المسلمين واليهود إلى تركيا، وحسب رواية أخرى (لم نتمكن من التأكد من صحتها) فإن السلطان الحفصي عبد المؤمن بعد نجاح وساطته في عقد صلح بين الدولة العثمانية ودولة المماليك، تم عقد اتفاق آخر على تحالف بين الحفصيين والعثمانيين والمماليك لدعم مسلمي الأندلس. وكان الاتفاق يقضي بأن يرسل العثمانيون أسطولا إلى سواحل إيطاليا تكون مهمته إلهاء الإسبان؛ بينما يستغل الفرصة ويقوم المماليك بإرسال قوات تنطلق من شمال أفريقيا إلى الأندلس لنجدة المسلمين هناك.
وهكذا بسبب المشاكل الداخلية والخارجية التي كانت تعيشها الدولة العثمانية، لم يتمكن العثمانيون في عصر بايزيد، وقبل ذلك في عصر الفاتح من إغاثة مسلمي الأندلس، كما أن التهديدات، والغارات التي شنها كمال ريس على السواحل الإسبانية لم تثن الملكين الإسبانيين عن قرار إنهاء الوجود الإسلامي من إسبانيا المسيحية.
وبهذه المواقف التي رأيناها يتضح لنا أن سقوط غرناطة وضياع الفردوس المفقود ارتبط بعدد من الأسباب التي كان يمر بها العالم الإسلامي وقتها، وضياع غرناطة، وما تبعه من طرد المسلمين كان نتيجة متوقعة في ضوء الأحداث التي مرت بها الأمة.

### وثيقة إنجليزية تكشف كيفية سقوط غرناطة
كشف الدكتور خوسيه غوميث سولينيو في المؤتمر الثامن عشر للغة والأدب والمجتمع الإسباني الذي اختتم أخيرا في مدينة مالقة، جنوب إسبانيا، عن عثوره على وثيقة إنجليزية تؤكد أن سقوط غرناطة الإسلامية والحصار الذي عانت منه المدينة «كان أكثر شراسة مما هو معروف حتى الآن».
ومدى الترف والأبهة التي تميزت بها القصور الغرناطية والبلاط الملكي، وأثر الحصار الذي فرضته القوات الإسبانية على أهالي مدينة غرناطة، حتى اضطرهم إلى أكل الكلاب والقطط، ويخلص إلى أن العرب دفعوا ثمنا باهظا للغاية بسقوط آخر جوهرة لهم في أوروبا.
ويذكر المؤلف أن عدد القوات التي حاصرت غرناطة كان أكبر بكثير من عدد القوات الغرناطية، مخالفا بذلك الرواية المتواترة من أن جيش غرناطة كان كبيرا، وتضيف الوثيقة أن «أهالي غرناطة مروا بمعاناة قاسية خلال أعوام الحصار، وقامت القوات الإسبانية بتحطيم وحرق الحقول المجاورة للمدينة، ما تسبب في مجاعة رهيبة بين سكان غرناطة، ولهذا السبب أكلوا الخيول والكلاب والقطط».
وتتعرض الوثيقة أيضا للكنوز الهائلة التي حصل عليها الإسبان بعد الفتح «ففي مسجد غرناطة كان هناك 300 مصباح من الذهب والفضة.. وعثر ملك إسبانيا على كميات هائلة من الذهب وبها بنى الكنيسة مكان المسجد».
ويذكر المؤلف الإنجليزي أن «الملك فرناندو لم يسمح للمسلمين إلَّا بما يستطيع كل واحد منهم أن يحمله على ظهره من حاجات، ما عدا الذهب والفضة والسلاح»، ولهذا فان الجيش الإسباني وجد عند دخوله المدينة الآلاف من الأسلحة من سيوف ودروع ومناجيق.
ويشير الدكتور غوميث سولينيو إلى أن الوثيقة تذكر أن فتح غرناطة تم عام 1491، والصحيح هو 1492، والسبب هو أن السنة الجديدة لدى الإنجليز كان تبدأ في 25 مارس (آذار) وليس الأول من شهر يناير (كانون الثاني).
ويختتم الدكتور غوميث سولينيو بحثه حول تبعات سقوط غرناطة فيقول أن انهيار الحكم العربي في هذه المدينة كان له صدى كبير وواسع جدا ليس فقط في إسبانيا وانما في كل أوروبا، فأقيمت الصلوات في العديد من المناطق.